# Wiktor Gruca
Wiktor Piotr Gruca (ur. 24 maja 1934 w Lipie w d. woj. pilskim, zm. 7 kwietnia 2019 w Zielonej Górze) – polski polityk, poseł na Sejm PRL VIII kadencji.

## Życiorys
Syn Wiktora i Stefanii. Uzyskał wykształcenie średnie zawodowe w technikum mechanicznym w 1977. Pracował jako starszy mistrz w zielonogórskim „Zastalu”. Zasiadał w plenum Komitetu Miejskiego i w egzekutywie Komitetu Zakładowego Polskiej Zjednoczonej Partii Robotniczej. Był też sekretarzem oddziałowej organizacji partyjnej. W 1982 objął mandat posła na Sejm PRL VIII kadencji w okręgu Zielona Góra, zastępując zmarłego Czesława Kamińskiego. Zasiadał w Komisji do Spraw Samorządu Pracowniczego Przedsiębiorstw oraz w Komisji Przemysłu Ciężkiego, Maszynowego i Hutnictwa.
Otrzymał Medal 30-lecia Polski Ludowej.
Pochowany na cmentarzu komunalnym w Zielonej Górze.